# Sparkasse Salem-Heiligenberg
Die Sparkasse Salem-Heiligenberg ist die älteste Sparkasse Deutschlands, mit Sitz in Salem, Baden-Württemberg. Das Geschäftsgebiet der Sparkasse erstreckt sich von  Frickingen, Heiligenberg, Salem, Uhldingen-Mühlhofen, Deggenhausertal, Bermatingen bis Immenstaad am Bodensee.

## Organisationsstruktur
Die Sparkasse Salem-Heiligenberg mit Sitz in Salem ist eine gemeinnützige und mündelsichere Anstalt des öffentlichen Rechts.
Organe der Sparkasse Salem–Heiligenberg sind der Verwaltungsrat, der Kreditausschuss und der Vorstand. Der Verwaltungsrat bestimmt die Richtlinien für die Geschäfte der Sparkasse, erlässt Geschäftsanweisungen für den Kreditausschuss sowie den Vorstand und überwacht deren Tätigkeiten.

## Geschäftszahlen
Die Sparkasse Salem-Heiligenberg wies im Geschäftsjahr 2023 eine Bilanzsumme von 1,089 Mrd. Euro aus und verfügte über Kundeneinlagen von 857,75 Mio. Euro. Gemäß der Sparkassenrangliste 2023 liegt sie nach Bilanzsumme auf Rang 312. Sie unterhält 10 Filialen/Selbstbedienungsstandorte und beschäftigt 126 Mitarbeiter.

## Geschichte
Der Name der Sparkasse Salem-Heiligenberg steht für die Bezirkssparkasse Salem, welche die älteste Sparkasse Deutschlands aus dem Jahr 1749 ist, und die ebenfalls schon im 18. Jahrhundert gegründete Bezirkssparkasse Heiligenberg. Beide Institute wurden einer historischen Entwicklung Rechnung tragend am 1. August 1975 zur Sparkasse Salem-Heiligenberg vereinigt.
Abt Anselm II, ein auch in wirtschaftlichen Angelegenheiten sehr aktiver Abt des ehemaligen Zisterzienserklosters Salem, gründete 1749 die „Ordentliche Waisenkassa“. Diese unter klösterlicher Verwaltung stehende Waisenkasse ging im Zuge der Säkularisation zu Beginn des 19. Jahrhunderts über in die Großherzoglich Markgräflich Badische Waisenkasse.
Auch wenn bei den Waisenkassen die Verwaltung der Waisengelder und nicht der Spargedanke im Vordergrund stand, so war die Sorge um das Vermögen sowie das Bemühen, die Gelder für die Zukunft zu sichern, schon allgegenwärtig. Der Übergang von den ersten Waisenkassen zu den eigentlichen Sparkassen durch die Annahme und Verzinsung kleinerer Spareinlagen auch von anderen Einlegern ist somit nur Ausdruck und Ergebnis des kontinuierlichen Ausbaus dieser ursprünglichen Idee.
Die von der Kasse in beträchtlichem Maß erwirtschafteten Überschüsse wurden damals schon für gemeinnützige Zwecke verwendet. Im Teuerungsjahr 1817 beispielsweise erhielten die Armen des Bezirksamts Salem eine Unterstützung in Höhe von 3.200 Gulden. 10 Jahre später kamen 220 Gulden an die durch Wetterschlag Geschädigten zur Verteilung. Einmalige und laufende Zuwendungen erhielt insbesondere das vom Kloster Salem gegründete Armenhaus Wespach.
Ein Meilenstein in nunmehr 265 Jahren Sparkassengeschichte in Salem war die unter kommunaler Bürgschaft stehende Spar- und Leihkasse, welche 1838 entstand. Sie wurde durch Änderung der Statuten über die Namensgebungen „Spar-, Waisen- und Leihkasse“ (1863) über „Spar- und Waisenkasse“ (1882) zur „Bezirkssparkasse Salem“ (1927) umbenannt. Die im Jahre 1784 erfolgte Gründung der früheren Bezirkssparkasse Heiligenberg wiederum fiel in eine Periode, die als Zeitalter der Massenarmut bezeichnet wurde. 1780 hatte der „Oberamtskanzlist“ Judas Thaddäus Bainter in seiner Eigenschaft als Waisen-Rechnungsteller erhebliche Missstände bei der Verwaltung der Waisengelder festgestellt. Um diesem Übel des Missbrauchs zu begegnen, schlug er der Fürstlichen Regierung in Donaueschingen die Gründung einer „Waisenkassa“ vor.

## Die Sparkassenstiftung
Zum 250-jährigen Jubiläum im Jahre 1999 gründete die Sparkasse Salem-Heiligenberg eine eigene Stiftung. Die Stiftung wurde damals mit einem Gründungskapital von 350.000 DM ins Leben gerufen und ist bis heute auf ein Gesamtstiftungskapital von 2,0 Mio. Euro angewachsen. Gefördert werden hieraus Projekte und Maßnahmen in Kunst, Kultur, Denkmalpflege, Sport und innovativer Leistungen sowie in der Begabten- und Jugendförderung im Geschäftsgebiet. Unter anderem ist durch die Verwendung der Stiftungserträge im Jahr 2005 für das Trikotsponsoring von Fußballjugendmannschaften der nun jährlich stattfindende Sparkassen-Cup entstanden. Seit 2011 stattet die Sparkasse jährlich alle Erstklässler im Geschäftsgebiet mit Lesefibeln aus.